# 월든

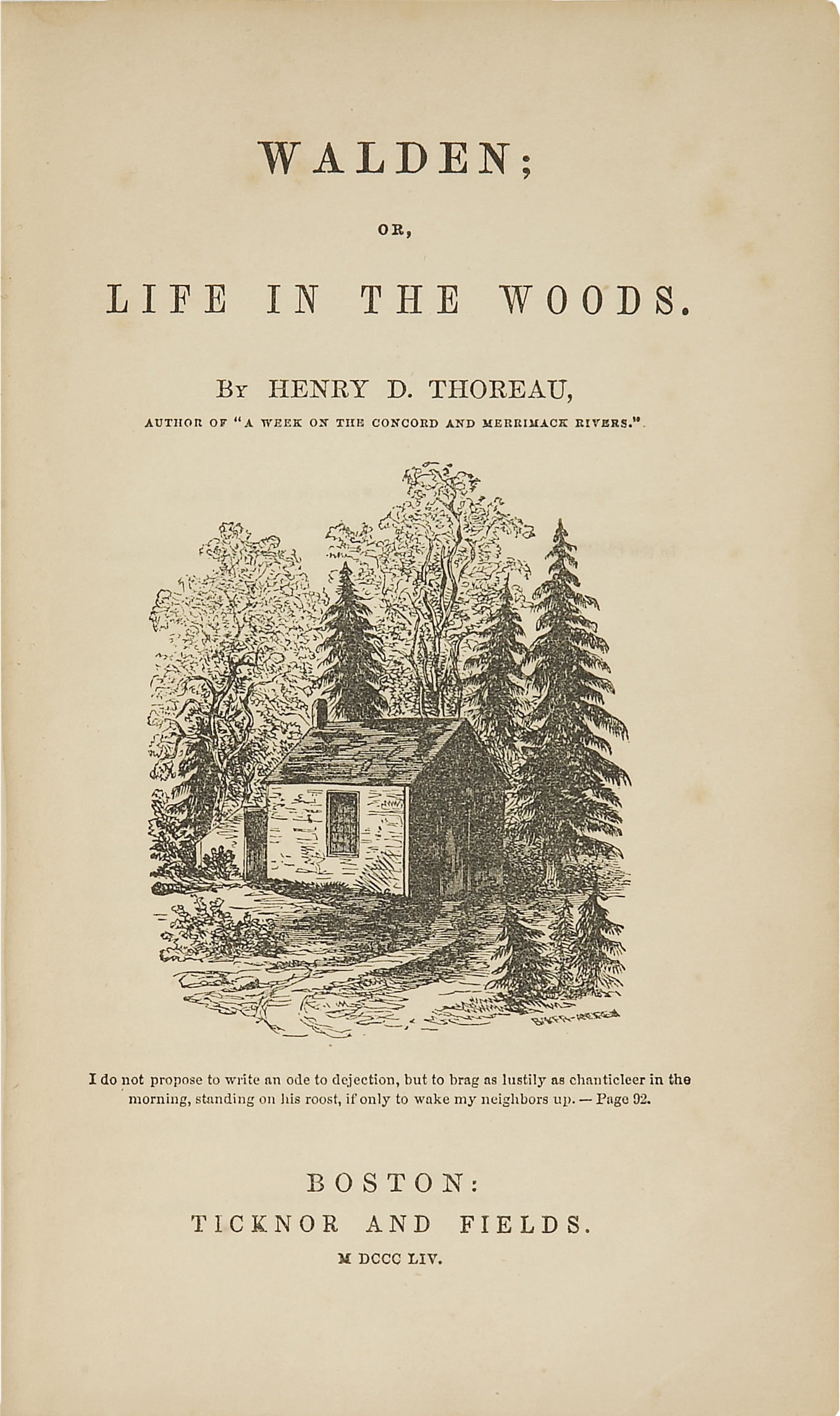
월든

《월든》(Walden, or Life in the Woods)은 헨리 데이비드 소로의 대표적 수필집이다. 그는 1845년에서 1847년까지 물욕·인습의 사회와 인연을 끊고, 월든의 숲속에서 살면서 홀로 철저하고 청순 간소한 생활을 영위하며 자연과 인생을 직시했다. 이 책은 그 생활기록으로서 그의 인간과 사상의 정수를 엿볼 수 있다. 문체 또한 절묘하여 미국 수필문학의 최고봉이라 할 수 있다. 전 세계적으로 애독되며 특히 톨스토이와 간디에 깊은 영향을 주었다.

## 내용

### 1장 경제적 활동
생존에 관한 전반적인 기초를 말한다. 대다수의 사람은 조용한 삶을 갈망하고 있다.
인간은 그들의 삶을 최고조로 단순화할 필요가 있으며 그들의 개인적인 본능을 따라 움직여야 한다.

### 시간의 주인이 되어라
자신의 인생을 자신의 것으로 인식하고 주어진 시간을 제대로 계획하고 사는가에 대하여 스스로 질문하라.

### 고독의 친구가 되어라
진정한 내가 되는 것은 자신이 좋아하는 일을 할 때와 자신이 만나고 싶은 사람을 만날 때이다. 자신과의 시간을 가지며 고독과 친구가 되는 것이 가장 귀한 것이다.

### 자연에게서 모든 것을 배워라
당신은 진정 홀로서기를 해 본적이 있는가?  나를 둘러싸고 있는 모든 것을 버리고 내 자신일 수 있는지 물어보라.

## 같이 보기
- 미국 문학
- 마루야마 겐지
- 월트 휘트먼
- 랠프 월도 에머슨